# Comuna Hrușca, Moghilău
Hrușca (în ucraineană Грушка) este o comună în raionul Moghilău, regiunea Vinnița, Ucraina, formată din satele Hrușca (reședința), Sadkî, Sloboda-Șlîșkovețka și Vilne.

## Demografie
Componența lingvistică a satului Hrușca
     Ucraineană (98,8%)
     Rusă (1,13%)
     Alte limbi (0,07%)
Conform recensământului din 2001, majoritatea populației satului Hrușca era vorbitoare de ucraineană (98,8%), existând în minoritate și vorbitori de rusă (1,13%).